# Anselme-Joseph Demesureur
Anselme Joseph Demesureur (Pont-Castelin, 1737 – Bergen, 18 augustus 1824) was een Zuid-Nederlands edelman.

## Levensloop
Mesureur of Demesureur was een zoon van Guillaume Mesureur en van Mathilde de Vigneron.
Hij doorliep een carrière in regimenten die trouw waren aan de Oostenrijkse keizer en beëindigde die als majoor. In 1810 werd hij door keizer Frans I verheven in de erfelijke adel.
In 1822 werd hij ingelijfd in de adelstand van het Verenigd Koninkrijk der Nederlanden.
Hij trouwde in 1777 met Madeleine Ghiselain (1745-1827). Ze kregen twee zoons. De oudste, Auguste (1780-1824), bleef vrijgezel. De tweede, Jean-Baptiste (1785-1872), trouwde in 1838 met Marie-Thérèse Pletinckx (1799-1893), maar ze bleven kinderloos.
De familie doofde dan ook uit bij de dood van Jean-Baptiste.